# کریستین آرمسترانگ
کریستین آرمسترانگ (انگلیسی: Kristin Armstrong؛ زادهٔ ۱۱ اوت ۱۹۷۳) یک دوچرخه‌سوار حرفه‌ای در رشته جاده اهل ایالات متحده آمریکا است. وی در مسابقات کشوری و بین‌المللی در مجموع برنده ۵ مدال طلا (از جمله سه مدال طلا در المپیک‌های ۲۰۰۸، ۲۰۱۲ و ۲۰۱۶)، ۱ مدال نقره، ۱ مدال برنز شده‌است.